# Operación Arcoíris
La Operación Arco Iris (en hebreo מבצע קשת בענן, Miwtza keschet baAnan) fue una operación del ejército israelí en la Franja de Gaza que tuvo lugar entre los días 12 y 24 de mayo de 2004, en el marco de la Segunda Intifada. Human Rights Watch informó de que 59 palestinos murieron durante la operación, incluidos 11 menores de edad y 18 milicianos armados. El ejército israelí arrasó unas 300 casas para ampliar la zona de seguridad a lo largo de la frontera entre Palestina y Egipto, adentrándola en la Franja de Gaza. Los bulldozers israelíes también arrasaron un zoológico y al menos 700 dunam (unas 70 hectáreas) de terrenos agrícolas. Durante esta operación, las tropas israelíes fueron encontrando y destruyendo túneles de contrabando, así como asegurando la Ruta Philadelphi mediante la ampliación de la tierra de nadie.

## Detalles
La operación militar se llevó a cabo en Rafah, en la Franja de Gaza, y tenía como objetivo detener el contrabando subterráneo de armas y otros productos que los palestinos realizaban desde Egipto. Con esto se pretendía reducir los ataques contra los asentamientos judíos en los territorios ocupados palestinos y disminuir los atentados suicidas y los ataques con cohetes en la propia Israel. 
Las tropas israelíes evitaron adentrarse en el centro de la ciudad de Rafah y se movieron por barrios con avenidas amplias (como Tell es-Sultan y Brasil) para así negar la capacidad de los milicianos palestinos de esconderse y escapar. Las distintas unidades israelíes convergieron desde distintas posiciones y, apoyadas por helicópteros Apache y tanques Merkava, aplastaron rápidamente la oposición de las milicias palestinas. Human Rights Watch encontró pocas muestras de batalla o de resistencia en la ciudad, lo que le llevó a concluir que el enorme daño estructural infligido era innecesario desde un punto de vista militar.
Como parte de la operación, se destruyeron 254 casas y se dejó sin hogar a unas 3.800 personas. Otras 44 casas fueron demolidas en la propia Rafah en operaciones menos importantes. Además, los bulldozers israelíes destrozaron indiscriminadamente carreteras, sistemas de alcantarillado y redes de agua corriente. De acuerdo con el informe de Human Rights Watch, el ejército israelí mató a 59 palestinos,de los que 11 eran menores de edad y 18 eran combatientes armados. Se encontraron tres entradas de túneles, ninguna de las cuales justificaba la destrucción de tantos hogares, dado que una estaba al lado de un puesto militar israelí, otra ya había sido sellada por la Autoridad Nacional Palestina y la tercera se encontraba en la localidad de Dahaniya, a cuatro kilómetros de Rafah.
Las críticas internacionales contra la destrucción causada provinieron, entre otros, del gobierno estadounidense encabezado por George W. Bush, que a su vez hizo referencia a "el derecho de Israel a la defensa propia". Una resolución del Consejo de Seguridad de las Naciones Unidas condenó el asesinato de civiles y la destrucción de viviendas, afirmando que Israel debe "como potencia ocupante, asumir su responsabilidad legal de acuerdo con la Cuarta Convención de Ginebra" y, por lo tanto, proteger la vida de los civiles en tiempo de guerra. La ofensiva del ejército israelí terminó el viernes 21 de mayo de 2004.
El objetivo a largo plazo de la operación era neutralizar la amenaza que suponía la Franja de Gaza para Israel. La amenaza de una acción militar israelí tuvo un efecto adverso en aspectos tales como la Guerra de Irak, el auge de al-Qaeda y el antisemitismo, y afectó también a la política exterior de los Estados Unidos. Se temió por la vigencia de la Hoja de Ruta para la Paz y por nuevas acciones militares y matanzas contra civiles palestinos. La operación también supuso un empeoramiento de la imagen internacional de ciertos políticos israelíes, y especialmente la de Ariel Sharon. El ministro de Justicia Josef Lapid declaró ante el gabinete israelí: "La imagen de una anciana palestina frente a los escombros de su casa me recordaba a mi abuela durante el Holocausto".